# Seleção Chinesa de Polo Aquático Feminino
A Seleção Chinesa de Polo Aquático Feminino representa a China em competições internacionais de polo aquático.

## Títulos
- Liga Mundial de Polo Aquático (1): 2013